# Hydroides niger
Hydroides niger är en ringmaskart som beskrevs av Zibrowius 1971. Hydroides niger ingår i släktet Hydroides och familjen Serpulidae. Inga underarter finns listade i Catalogue of Life.